# Raul Pires Ferreira Chaves
Raul (o Raúl) Pires Ferreira Chaves (1889-1967), fou un enginyer civil i inventor portuguès diplomat per l'Instituto Superior Técnico de Lisboa. Va exercir la seva activitat professional a Portugal, a Cap Verd i a la Guinea Portuguesa (actual Guinea Bissau).
Va inventar i patentar el "Sistema i material MURUS," precursor dels actuals sistemes de construcció amb blocs modulars, i que va contribuir també a l'evolució del concepte de producció en cadena. Amb aquest material va construir moltes de les obres que va projectar.
Va ser Director das Obras Públicas de Cap Verd, on realitzà diversos treballs que van millorar l'habitabilitat, a més de contribuir al desenvolupament de l'arxipèlag, com el descobriment i captació d'aigua dolça en fonts submarines a l'illa de Sal.

## Biografia
Raul Pires Ferreira Chaves va néixer a Faro, Portugal, el 27 de maig de 1889. Era fill de Joaquim Manuel Ferreira Chaves i de Maria Antónia Pires Ferreira Chaves. Es va casar amb Elvira da Conceição Ribeiro Ferreira Chaves, amb qui tingué quatre fills. Era germà de Maria Alexandrina Pires Ferreira Chaves, d'Olímpio Ferreira Chaves i de João Carlos Pires Ferreira Chaves.
Es va diplomar en Enginyeria Civil per l'Instituto Superior Técnico.
L'any 1915 es traslladà a Cap Verd amb la seva dona, on va romandre fins a 1926. Durant aquest període van néixer, a l'illa de Maio i a l'illa de Santo Antão, els seus primers tres fills.
L'any 1936, després d'un període a Guinea i a Portugal, torna a Cap Verd, com a Director d'Obres Públiques. Va tenir a càrrec seu la construcció de diversos edificis i infraestructures, necessaris per a la colonització del territori. Va haver de tractar amb una gran escassetat de mitjans humans i materials. En una acumulació de funcions, va ser professor al Liceu de São Vicente, a la ciutat de Mindelo. L'escassetat d'aigua dolça era el major dels problemes d'algunes illes de l'arxipèlag. A l'illa de Sal va localitzar diverses fonts submarines d'aigua dolça i aconseguir fer-ne la seva explotació. A causa d'això, es va fer possible l'enorme augment demogràfic registrat a l'illa durant les dècades següents.
Va inventar i patentar, l'any 1936, un revolucionari sistema de construcció de maçoneries autoportants amb blocs modulars, el "Sistema i material MURUS". Va desenvolupar aquest invent durant un període (de 1932 a 1936) a Lisboa.
La invenció del "Sistema i material MURUS", que permetia construir amb una gran qualitat i en molt menys temps del que necessitaven els processos disponibles fins a la data, va ajudar a reduir l'enorme dependència de l'exterior que caracteritzava la indústria de la construcció en les antigues colònies portugueses, en especial a Guinea i a Cap Verd. També reduïa els costos d'edificació, perquè com que la producció dels blocs i l'obtenció de la matèria primera eren locals, el cost relatiu al transport dels materials de construcció era substancialment menor. També era un avantatge enorme el fet de no haver d'utilitzar eines convencionals ni mà d'obra especialitzada: inicialment va fer una demostració del sistema amb un equip format exclusivament per dones sense experiència en aquest tipus de feines, que, sota la seva oritentació, van construir un petit edifici.
Amb el "Sistema i material MURUS" va executar, llavors, a Cap Verd, la construcció de diversos edificis i monuments, l'arquitectura dels quals també estava a càrrec seu, donada la inexistència d'arquitectes en aquelles illes; també va realitzar diverses obres d'aspecte urbanístic.
Com a construccions més destacades, cal assenyalar: els Serveis d'Estadística de la Colònia de Cap Verd a la ciutat de Praia, el "Pavelló dels serveis públics de l'Aeròdrom Internacional de l'Illa de Sal" (actualment Aeroport Internacional Amílcar Cabral), o el Far de Fiúra (a la Ponta Norte de l'illa), un obelisc de grans dimensions, de grandes dimensões, el Cruzeiro de la Independència i el pla d'urbanització de la Plaça 5 de Outubro a la ciutat de Praia, completament constituït per habitatges-tipus. Aquests projectes són exemples interessants d'adequació i coherència entre la concepció d'un projecte i el procés de construcció utilitzat. Amb el mateix material va projectar i construir altres infraestructures com pous, aqüeductes, canals d'irrigació, cisternes i fins i tot ponts.
Va demandar l'Estat Portuguès per haver exclòs el "Sistema i material MURUS" d'un concurs per a la realització d'obres públiques a Cap Verd, en favor de solucions més costoses.
Va tornar a Guinea a la dècada de 1940, on instal·là una fàbrica que produïa el "Sistema i material MURUS" a gran escala.
A la Guinea Portuguesa (actual Guinea-Bissau), on fou President de l'Associação Industrial, Comercial e Agrícola, encara és recordat amb el malnom d'Engenheiro Baga-baga. Fou també Director d'Obres Públiques de la Guinea entre 1926 i 1932.
Sota la seva presidència i iniciativa, aquesta associació va llançar un concurs, amb suport del Sindicato Nacional dos Arquitectos, per a l'adquisició del projecte d'arquitectura de la seva nova seu. La "Câmara de Comércio de Bissau", inaugurada l'any 1958, va esdevenir la realització arquitectònica més qualificada de la ciutat de Bissau. Aquest projecte fou objecte d'exposició a les Exposições Gerais de Artes Plásticas de la Sociedade Nacional de Belas-Artes. Actualment és la seu del Partit Africà per la Independència de Guinea i Cap Verd.
Raul Pires Ferreira Chaves va servir d'inspiració per al protagonista del llibre de contes infantils "Animais, esses desconhecidos" ("Doutor Virgolino"), de 1965, de Maria Helena da Costa Dias, il·lustrat per Tóssan, i basat en episodis verídics de la seva vida.
És possible trobar, als diaris de Portugal i de les antigues colònies, nombroses referències a la seva persona i al seu treball. Va tornar a Lisboa a principis de la dècada de 1960. Raul Pires Ferreira Chavea va morir el mes d'agost de 1967.

## Contribucions
Fou l'inventor del sistema de construcció de maçoneries autoportantes amb blocs modulars: “Sistema i material MURUS”, que patentà l'any 1936. També fou precursor dels actuals sistemes de construcció amb blocs modulars.

## Càrrecs
- Professor del Liceu Infante Dom Henrique, a Mindelo
- Director d'Obres Públiques de la Guinea Portuguesa
- Director d'Obres Públiques de Cap Verd
- President de l'Associação Industrial, Comercial e Agrícola de Guinea

## Obres publicades
- Chaves, Raúl Pires Ferreira. Congresso do V centenário da descoberta da Guiné, promovido pela Sociedade de Geografia de Lisboa.  Associação Comercial, Industrial e Agrícola da Guiné, 1946.

### Premsa
- Miranda, Augusto Notícias de Cabo Verde : Orgão regionalista independente. - Ano 8, nº 179, 1938.
- “Notícias de Cabo Verde” 25 de març de 1937
- “Notícias de Cabo Verde” 1 de juliol de 1937
- “Notícias de Cabo Verde” 1 de febrer de 1938 (p. 1)
- “Notícias de Cabo Verde” 30 d'abril de 1938
- “Notícias de Cabo Verde” 25 de març de 1941 (p. 2)
- “A Verdade” de 31 d'octubre de 1936 (p. 1)
- "Humanidade" de 26 de febrer de 1938
- “Diário de Notícias” Sábado, 10 de juny de 1939 (p. 1)
- “1º de Janeiro” de 12 de febrer de 1940 (p. 1)
- “Novidades” de 18 de febrer de 1941 (pp. 2, 6)
- “Jornal do Comércio” de 8 de gener de 1942 (p. 1)

### Revistes
- Revista “Técnica” de novembre de 1939 (p. 467)
- Revista "A Arquitectura portuguesa cerâmica e edificação, reunidas" de juliol de 1939 (p. 19)
- "Revista portuguesa de comunicações" de desembre de 1936 (p. 175)

### Altres
- Boletim da Sociedade de Geografia de Lisboa - (P. 324); Sociedade de Geografia de Lisboa; 1928.
- Boletim da Agência Geral das Colónias - Portugal: Agência Geral das Colónias; 1932. (P. 300). "Raul Pires Ferreira Chaves — Lisboa — Maquette da cidade e porto de Bissau (Guiné) — Medalha de Ouro.(...)"
- Repartição Provincial dos Serviços de Administração Civil, 1907-1979 - (P. 210); Instituto do Arquivo Histórico Nacional (Praia, Cape Verde)
- Chaves, Raul Pires Ferreira. (Presidente da Direcção da Associação Comercial, Industrial e Agrícola da Guiné). Carta endereçada ao Presidente do Sindicato Nacional dos Arquitectos, Lisboa, 11 de novembre de 1949 [1 pàgina]. Biblioteca da SRS/Ordem dos Arquitectos [Manuscritos Avulsos].
- Fernandes, I. Peres. (Secretário do Sindicato Nacional dos Arquitectos). Carta endereçada ao Presidente da Direcção da Associação Comercial, Industrial e Agrícola da Guiné, Lisboa, 4 de març de 1950 [1 pàgina]. Biblioteca da SRS/Ordem dos Arquitectos [Manuscritos Avulsos].
- Catàleg de la “X Exposição geral de Artes Plásticas 1956 – Dez anos de exposição Geral de Artes Plásticas 1945-1956”; Obra 124 - Projecto para a nova sede da Associação Comercial, Industrial e Agrícola da Guiné, a construir em Bissau.